# Llannor
Llannor, walisisch Llan-Nor oder Llanfaur, ist eine Kleinstadt und Community auf der Lleyn-Halbinsel (Pen Llŷn) im County Gwynedd, Wales. Der Ort liegt ungefähr 3 Meilen nordwestlich von Pwllheli in einer hügeligen Gegend. Zur Großgemeinde gehören die vormals selbständigen Ortschaften Abererch, Efailnewydd, Llangybi und Rhos-fawr. Die katholische Pfarre Holy Cross ist ein Vikariat der Diözese Bangor. Im Ort befinden sich auch noch zwei Kapellen der Methodistischen Kirche. Die Gesamtbevölkerungszahl beträgt 2.087 Personen (Stand nach der Volkszählung von 2022).

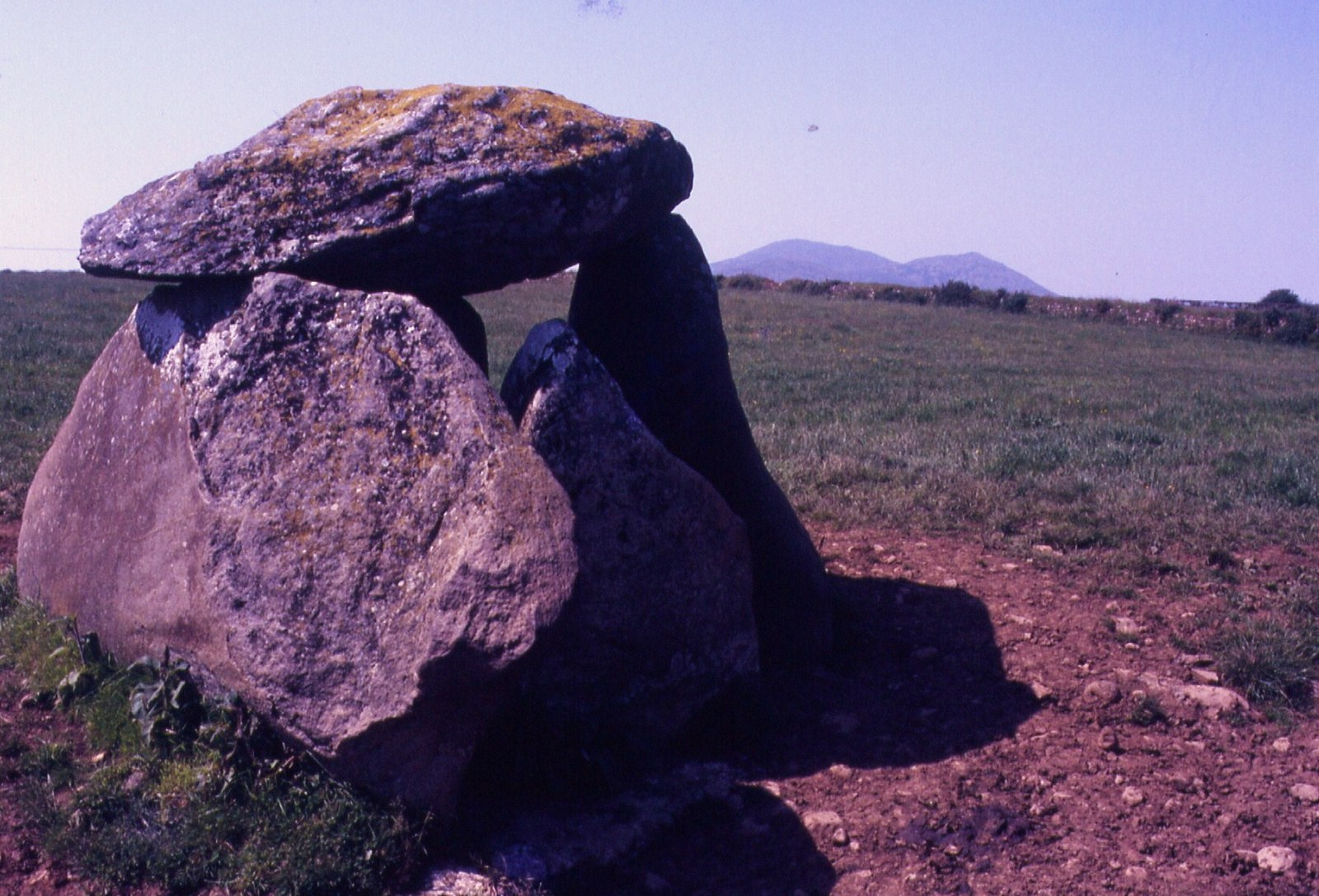
Kammergrab von Y Ffor

Das Kammergrab (englisch: chambered tomb) aus der Jungsteinzeit oder Bronzezeit (3.000 und 2.400 v. Chr.) wurde von Cadw unter der Nummer SAM: CN095 als Denkmal registriert.